# Valdemaqueda
Valdemaqueda est une commune de la communauté de Madrid, en Espagne.